# Ульянов, Борис Алексеевич
Борис Алексеевич Ульянов (1891, Москва — 1951, Москва) — русский и советский теннисист, спортивный журналист, юрист, математик. Автор ряда книг и методических пособий по теннису.
В 1913 году был одним из организаторов «Московской лаун-теннисной лиги». В 1912—1913 годах — секретарь комиссии по лаун-теннису «Московского клуба лыжников». В 1914—1916 годах председатель отдела по лаун-теннису московского спортивного клуба «Унион».
В 1920-х годах входил в число сильнейших теннисистов Москвы и СССР. В 1923 и 1925 годах выходил в финал чемпионатов Москвы в одиночном разряде. В 1928 году в составе сборной Москвы становился победителем Всесоюзной спартакиады. В 1927—1928 годах — победитель командного первенства РСФСР (в составе сборной Москвы).

## Сочинения
- Спортивные игры, М., 1929.
- Современная игра в теннис, Харьков, 1929.
- Как научиться играть в теннис, 2 изд., М.-Л., 1930.
- Детская теннисная школа, М., 1938.
- Теннис, 4 изд., М.-Л., 1941.